# 立陶宛早期公爵列表
在明道加斯统一立陶宛为立陶宛大公国之前，立陶宛早期公爵（其中包括萨莫吉希亚公爵）统治立陶宛人。虽然帕莱莫尼德家族传说提供了家谱，但出现在那个时期历史文献上的公爵寥寥无几。他们全部都在13世纪文献中被提到。关于他们的资料屈指可数，通常只有寥寥数句。主要文献为利沃尼亚的亨利编年史和希帕提亚编年史。

## 历史文献提到的统治者

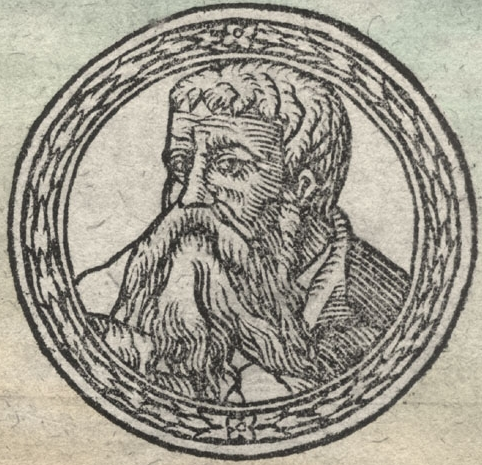
维金塔斯，立陶宛早期公爵之一，亚历山大·瓜格尼尼所绘肖像

- 日韦尔加伊蒂斯（Žvelgaitis，或Svelgates）——已知最早的公爵。1205年在瑟米加利亚统治者韦斯特尔指挥下攻打里加并战死。[1]
- 道基鲁蒂斯（Daugirutis，或称Dangerutis，Dangeruthe）——利沃尼亚人在1213年囚禁这位立陶宛公爵，随后自杀。[2]
- 斯特克希斯（Stekšys，或称Stakys，Steksė）——另一位强大的公爵，1214年在列尔瓦尔德被杀。[3]
- 明道加斯之父——几部文献称他是一位强大的公爵，但没有提供名字。16世纪的家谱给了他名字林戈尔德（Ryngold）或林高达斯（Ringaudas）。[4]
- 下述立陶宛公爵在1219年与哈利奇-沃里希连的统治者签署和约：[5]
  - 上等公爵
    - 日温布达斯（Živinbudas，可能是最年长的公爵）
    - 道约塔斯（Daujotas）
    - 韦利盖拉（Vilikaila，道约塔斯兄弟）
    - 道斯普伦加斯（Dausprungas）
    - 明道加斯（Mindaugas，道斯普伦加斯之弟）

  - 萨莫吉希亚统治者
    - 埃尔德韦拉斯（Erdvilas）
    - 维金塔斯（Vykintas）

  - 鲁希卡伊奇艾家族
    - 金蒂布塔斯（Kintibutas）
    - 韦姆布塔斯（Vembutas）
    - 布陶塔斯（Butautas）
    - 维热基斯（Vyžeikis）
    - 韦尔日斯（Velžys，维热基斯之子）
    - 基特尼斯（Kitenis）
    - 普莉基埃内（Plikienė，普利基斯之妻，也许是遗孀）

  - 布拉伊奇艾家族（三兄弟，皆为明道加斯杀死）
    - 韦斯曼塔斯（Vismantas，他妻子莫尔塔被明道加斯据为己有）
    - 格德韦拉斯（Gedvilas）
    - 斯普鲁代基斯（Sprudeikis）

  - 德尔图瓦统治者
    - 约奥迪基斯（Juodikis）
    - 布泰基斯（Buteikis）
    - 比克希斯（Bikšys）
    - 利盖基斯（Ligeikis）

在签署和约的公爵中，只有四个在其他文献中还有记载：明道加斯，继续成为立陶宛大公，在1253年加冕为立陶宛国王。维金塔斯，在1248年至1251年的内战中为反明道加斯联盟领袖，比克希斯和利盖基斯被认为是明道加斯的亲属和贵族，在一个日期为1260年的文件中被提及，该文件有时被认为是伪造的。